# Halbleiterschutzgesetz
Nach dem Gesetz über den Schutz der Topographien von mikroelektronischen Halbleitererzeugnissen (Halbleiterschutzgesetz – HalblSchG) werden in Deutschland die dreidimensionalen Strukturen (Topographien) von Halbleitererzeugnissen geschützt (Halbleiterschutzrecht).

## Allgemeines
Ziel des, aufgrund der Richtlinie RL 87/54/EWG, entstandenen Gesetzes ist es, das unbefugte Kopieren von Topographien von Mikro-Chips zu verhindern und der Produktpiraterie auf dem Gebiet der Halbleiterindustrie entgegenzuwirken. Bei dem Halbleiterschutzgesetz handelt es sich um ein Schutzgesetz eigener Art. Es weist dabei Überschneidungen zu anderen Schutzrechten auf (etwa zu dem Verfahren des Gebrauchsmusterschutzrecht (§ 11 HalblSchG) oder zum Designschutzrecht („Eigenart“)). Die Schutzdauer von Topographien beträgt maximal zehn Jahre, eine Verlängerung ist unmöglich (§ 5 Absatz 2 HalblSchG). Mikro-Chips als solche schützt das Gesetz nicht.

## Voraussetzungen und Schutzumfang
Geschützt werden Topographien allerdings nur, wenn diese „Eigenart“ aufweisen (§ 1 Absatz 1 HalblSchG). Eigenart haben sie dann, wenn die Herstellung auf geistiger Arbeit beruht, es sich nicht um eine bloße Nachbildung einer anderen Topographie handelt und wenn sie nicht alltäglich ist (§ 1 Abs. 2 HalblSchG). Eine bestimmte Erfindungs- oder Werkhöhe ist ebenso wie eine Neuartigkeit nicht erforderlich.
Der Schutz steht dem zu, der die Topographie erschaffen hat. Liegt ein Arbeits- oder Auftragsverhältnis vor, so ist der Arbeits- oder Auftraggeber Rechteinhaber. Anders liegt es hier allerdings dann, wenn eine entsprechende Abrede getroffen wird, die den Rechteinhaber regelt (§ 2 Abs. 2 HalblSchG). Bezüglich des persönlichen Schutzbereiches werden Staatsbürger anderer EU-Länder gleichbehandelt, genauso Personen die ihren gewöhnlichen Aufenthaltsort bzw. ihre Niederlassung in einem EU-Land haben (§ 2 Abs. 3 HalblSchG). Ebenso Personen die aufgrund völkerrechtlicher Verträge oder unionsrechtlicher Bestimmungen die gleiche Behandlung wie Inländer erfahren. Andere Personen nur dann, wenn ihre Heimatländer gleichfalls deutsche Unternehmen schützen.
Eine Geltendmachung des Schutzes ist nur dann möglich, wenn die Topographie beim Deutschen Patent- und Markenamt registriert ist (§ 3 in Verbindung mit § 5 Abs. 3 HalblSchG). Damit die Registrierung wirksam ist, müssen „Unterlagen zur Identifizierung oder Veranschaulichung der Topographie oder eine Kombination davon“ beigelegt sein (§ 3 Abs. 2 Nr. 2 HalblSchG).
Das DPMA prüft vor der Registrierung nicht die Eigenart der Topographie. Die Anmeldung wird u. a. lediglich daraufhin geprüft, ob es sich nur um eine und nicht um zwei Topographien handelt, dass die Unterlagen zur Beschreibung der Topographie nicht als Geschäftsgeheimnis deklariert sind und ob das etwaige Datum der ersten Verwendung nicht länger als zwei Jahre zurückliegt. Die Anmeldegebühr beträgt 300 Euro bei Anmeldung in Papierform und 290 Euro bei Anmeldung in elektronischer Form (Stand 2022) und ist innerhalb von drei Monaten nach dem Anmeldetag zu zahlen.
Die Schutzdauer beginnt am Anmeldetag oder am Tag der ersten nicht nur vertraulichen Verwertung. Diese Verwertung muss aber innerhalb von zwei Jahren vor dem Anmeldetag erfolgt sein. Die Schutzdauer endet jeweils am Ende des Kalenderjahres.
Die Topographie darf dann nicht mehr ohne Erlaubnis verwertet werden. Für Dritte ist die Nachbildung der Topographie verboten (§ 6 Abs. 1 S. 2 Nr. 1 HalblSchG). Auch ist es verboten, die Topographie oder das die Topographie enthaltende Halbleitererzeugnis anzubieten, in Verkehr zu bringen oder zu verbreiten oder zu den genannten Zwecken einzuführen (§ 6 Abs. 1 S. 2 Nr. 2 HalblSchG). Typische Beispiele sind hier etwa Verkauf, Vermietung, Leasing und jede Form des Vertriebs.
Nicht erfasst ist allerdings bloßer Besitz oder Gebrauch. Genauso wenig gelten die Schutzrechte im privaten Bereich, wenn keine Absicht besteht Gewinne zu erzielen. Außerdem erlaubt ist die Nachbildung der Topographie zum Zwecke der Analyse, der Bewertung oder der Ausbildung und, insoweit sie keine Gewinnerzielungsabsicht haben, Versuchs- und Forschungshandlungen. Auch „reverse engineering“, also die Verwertung einer Topographie, die als Ergebnis einer Analyse einer geschützten Topographie hergestellt wurde, ist erlaubt (§ 6 Halbleiterschutzgesetz).
§ 10 Absatz 1 HalblSchG sieht im Verfall der Verletzung von Schutzrechten nach § 6 Abs. 1 S. 2 Nr. 1, Nr. 2 HalblSchG Freiheitsstrafe bis zu drei Jahre oder Geldstrafe vor. Vorsatz ist erforderlich. Bei gewerbsmäßiger Begehung sieht Absatz 2 Freiheitsstrafe bis zu fünf Jahre vor. Der Versuch ist für beide Absätze strafbar. Absatz 2 ist ein Offizialdelikt, Absatz 1 ein (relatives) Antragsdelikt.

## Bedeutung
Im Jahr 2005 wurden in Deutschland sechs Topographien nach dem Halbleiterschutzgesetz neu angemeldet, im Jahr 2006 zwei, im Vergleich zu 506 Mask work registrations in den USA im Haushaltsjahr 2005.
In Deutschland gab es bis 2008 noch keine einzige gerichtliche Auseinandersetzung um Topographien von Halbleitern. Aus den USA sind im Rahmen des Semiconductor Chip Protection Act (SCPA) von 1984 lediglich die beiden Fälle Brooktree Corp. vs. Advanced Micro Devices, Inc. (1992) und Altera Corporation vs. Clear Logic, Inc. (2005) bekannt, wobei letzterer Fall den Anwendungsbereich des Gesetzes von dem reinen Maskenvergleich (dort geschützte Maske einer anwendungsspezifischen integrierten Schaltung (ASIC)) hin zum funktionalen Vergleich ausdehnt, weil der „bitstream“ (Konfigurationsprogramm) einer programmierbaren logischen Schaltung (PLD) als ausführbare technische Zeichnung einer Maske behandelt wird.